# Конголезький кратон

Приблизне розташування мезопротерозойських (старше 1,3 млрд років) кратонів в Південній Америці та Африці.

Конголезький кратон — давній докембрійський кратон, є підмурівком Синеклізи Конго, що разом з чотирма іншими кратонами (Каапвааль, Зімбабве, Танзанійський, і Західноафриканський) складають сучасний континент Африка. Ці кратони були сформовані приблизно між 3,6 і 2,0 мільярда років тому й були тектонічно стабільними з цього часу. Всі ці кратони обмежені молодими складчастими поясами, утвореними між 2,0 млрд і 300 мільйонів років тому.
Конголезький кратон займає більшу частину центральної Африки, простягнувшись від Касаї області ДРК до Судану і Анголи. Заходить також частково на територію країн Габон, Камерун, Центрально-Африканська Республіка. Невелика частина що заходить на територію Замбії має назву Бангвеулу блок.

## Ресурси Інтернету
- Конголезький кратон у Британиці [Архівовано 19 вересня 2015 у Wayback Machine.]

- ОДНА З НАЙДРЕВНІШИХ ДІЛЯНОК ЗЕМНОЇ КОРИ

| Рельєф | Це незавершена стаття з геотектоніки. Ви можете допомогти проєкту, виправивши або дописавши її. |

| Земля | Це незавершена стаття з географії. Ви можете допомогти проєкту, виправивши або дописавши її. |